# Cucunyà
Cucunyà (en occità Cucunhan; en francès Cucugnan) és un municipi de la regió d'Occitània, departament de l'Aude.
A nivell històric i cultural, el municipi forma part del massís de les Corberes, una formació calcària que fa de transició entre el Massís Septentrional i els Pirineus. De clima mediterrani, és regat pel Verdoble, la riera Cucugnan i per altres diversos cursos d'aigua menors. El municipi té un patrimoni natural remarcable: un lloc Natura 2000 (les «basses Corbières») i cinc zones naturals d'interès ecològic, faunínsic i floral.
Cucugnan és un municipi rural amb 113 habitants a data 2020, que va tenir un pic de població de 312 habitants el 1846.
El patrimoni arquitectònic de la vila conté un edifici dins els monuments històrics de França: el castell de Querbús, des de 1907.